# Channa Bankier
Channa Bankier, född 17 januari 1947 i Stockholm, är en svensk målare, tecknare och grafiker.

## Biografi
Channa Bankier studerade vid Kungliga Konsthögskolan i Stockholm 1966–1971. Hon tillhörde de politiskt och konstnärligt radikala konstnärer som var framträdande under 1970-talet. 
Channa Bankiers konst är expressiv och bär spår av judisk och österländsk mystik. Den är rik på sexuell symbolik. Hon arbetade först med grafik, teckning och måleri men övergick under 1990-talet till att skapa sina bilder digitalt vid datorn för att sedan trycka upp dem på papper, vaxdukar och lampskärmar.
Channa Bankier har haft ett flertal separatutställningar, bland annat i Stockholm, Umeå, Norrköping, Örebro, Malmö och Lund. Hon är representerad på Moderna museet, Nationalmuseum, Statens porträttsamling, Kalmar konstmuseum, Göteborgs konstmuseum. och Örebro läns landsting.
Channa Bankier har varit värd för Sveriges Radios program Sommar tre gånger: 1980, 1985 och 1997.

## Film
- Jag går upp på morgonen med girafferna, en film om Channa Bankier av Agneta Fagerström-Olsson, 1982.